# Hope (film 1919)
Hope è un film muto del 1919 diretto da Rex Wilson.

## Produzione
Il film fu prodotto dalla G.B. Samuelson Productions.

## Distribuzione
Distribuito dalla Granger, uscì nelle sale cinematografiche britanniche nell'agosto 1919.